# In Flight
In Flight je šestnajsti studijski album ameriškega kitarista Georgea Bensona, ki je leta 1977 izšel pri založbi Warner Bros. Records. Album je prejel platinast certifikat s strani Združenja ameriške glasbene industrije.

## Kritični sprejem
Kritik portala AllMusic, Richard S. Ginell, je v retrospektivni recenziji zapisal, da se je ravnotežje moči Bensona po skladbi »This Masquerade« prvič premaknilo proti njegovemu prepoznavnemu glasu, kar predstavljajo štiri vokalne skladbe na albumu, nadaljeval je, da je pri skladbah »Nature Boy« in »The World Is a Ghetto« opazno, da je Benson oblikoval svoj glas po Stevieju Wonderju. Dejal je še, da sta dva instrumentala, predvsem »Valdez in the Country« dokaz, da je Bensonovo igranje ostalo še vedno odlično melodično.

## Seznam skladb
| Št. | Naslov                   | Pisec          | Dolžina |
| --- | ------------------------ | -------------- | ------- |
| 1.  | „Nature Boy‟             | Eden Ahbez     | 5:58    |
| 2.  | „The Wind and I‟         | Ronnie Foster  | 5:04    |
| 3.  | „The World Is a Ghetto‟  | War            | 9:41    |
| 4.  | „Gonna Love You More‟    | Morris Albert  | 4:37    |
| 5.  | „Valdez in the Country‟  | Donny Hathaway | 4:29    |
| 6.  | „Everything Must Change‟ | Benard Ighner  | 8:07    |

| The Deluxe Edition dodatni skladbi | The Deluxe Edition dodatni skladbi      | The Deluxe Edition dodatni skladbi | The Deluxe Edition dodatni skladbi |
| Št.                                | Naslov                                  | Pisec                              | Dolžina                            |
| ---------------------------------- | --------------------------------------- | ---------------------------------- | ---------------------------------- |
| 7.                                 | „The World Is a Ghetto‟ (12" Disco Mix) | War                                | 9:45                               |
| 8.                                 | „Everything Must Change‟ (45 RPM Edit)  | Benard Ighner                      | 3:51                               |

## Glasbeniki
- George Benson – solo kitara, vokal
- Phil Upchurch – ritem kitara, bas (5, 6)
- Stanley Banks – bas (1-4)
- Harvey Mason – bobni
- Ralph MacDonald – tolkala
- Ronnie Foster – električni klavir, Minimoog
- Jorge Dalto – clavinet, klavir
- Claus Ogerman – orkestrski aranžmaji, dirigent

## Produkcija
- Producent: Tommy LiPuma
- Asistent producenta: Noel Newbolt
- Snemanje, miks: Al Schmitt
- Asistent: Don Henderson
- Mastering: Doug Sax
- Oblikovanje: Mike Doud
- Fotografije: Antonin Kratochvil, Ken Veeder
- Besedilo: Michael Manoogian
- Menedžment: Ken Fritz, Dennis Turner